# Xist
Xist（X-inactive specific transcript）は、哺乳類のX染色体にコードされているノンコーディングRNAで、X染色体不活性化過程の主要なエフェクターとして機能する。他の2つのRNAコード遺伝子（Jpx、Ftx）、2つのタンパク質コード遺伝子（Tsx、Cnbp2）とともに 、Xic（X染色体不活性化中心）の構成要素 となっている。
Xist RNAは大きな転写産物（ヒトでは17 kb）であり、不活性な染色体上に発現し、活性な染色体には発現しない。スプライシングやポリアデニル化など、mRNAと同様の方法で処理される一方、翻訳はされない。このRNA遺伝子は、少なくとも部分的には、タンパク質をコードする遺伝子が偽遺伝子となって進化したものであると考えられている 。不活性化されたX染色体はこの転写産物によって覆われ、この過程は不活性化には不可欠である 。Xistを持たないX染色体は不活性化されないが、他の染色体にXist遺伝子が重複すると、その染色体は不活性化される。
ヒトXIST遺伝子は、アンドレア・バラビオ（Andrea Ballabio）によってcDNAライブラリのスクリーニングから発見され、キャロリン・J・ブラウン（Carolyn J. Brown）とハント・ウィラード（Hunt Willard）との共同研究により特性解析がなされた。

## 機能
X染色体の不活性化（X不活性化）とは、哺乳類のメスの初期発生過程で、X染色体対の一方を転写的に不活性化することにより、雄雌の遺伝子量を等しくすることである（「遺伝子量補償」参照）。このプロセスは、X不活性化中心（XIC）と呼ばれるX染色体の領域を含むいくつかの因子によって制御されている。XIST遺伝子は、不活性化されたX染色体のXICからのみ発現する。その転写産物はスプライシングされるが、タンパク質をコードしていないようである。この転写産物は核内に残り、不活性なX染色体を覆う。選択的スプライシングによる転写産物バリアントが同定されているが、その全長配列は決定されていない。
Xist転写産物の機能的役割は、ペプチド核酸（PNA）干渉マッピングと呼ばれる新しいアンチセンス技術を用いて、マウスのメスES細胞で決定的に示された。報告された実験では、Xist RNAの特定の領域を標的とした19 bpの細胞透過性アンチセンスPNAによってXiの形成が阻止され、X連鎖遺伝子のシスなサイレンシングが阻害された。また、XiとマクロヒストンH2Aとの結合もPNA干渉マッピングによって阻害される。
マウスでは、この遺伝子が存在しない場合でも、エピジェネティックな制御によってX不活性化過程が起こるが、このサイレンシングを安定させるためにはやはりXistが必要である。

## 遺伝子の位置
ヒトのXIST遺伝子は、X染色体の長腕（q）に位置する。XIST遺伝子にはタンデムリピート配列が含まれており、いくつかの保存されたその構造内に保存されたリピートから構成されており、特に5'末端領域が進化的に保存されている。また、Xist RNAの大部分は核内に局在している。 Xist RNAは、ウラシルに富んだスペーサーで区切られた8つのリピートを含むA領域から構成されている。A領域には、それぞれ4つのリピートを含む2つの長いステムループ構造が存在するようである 。ヒトのXIST遺伝子のオーソログは、マウスでも同定されている。 このオーソログは、 15 kbの遺伝子であり、コードされるRNAは同様に核に局在している。しかし、このオーソログは保存されたリピートからは構成されていない 。また、この遺伝子は Xist不活性化中心（XIC）を構成しており、X不活性化に大きな役割を果たしている。

## 転写産物の構成

### A領域

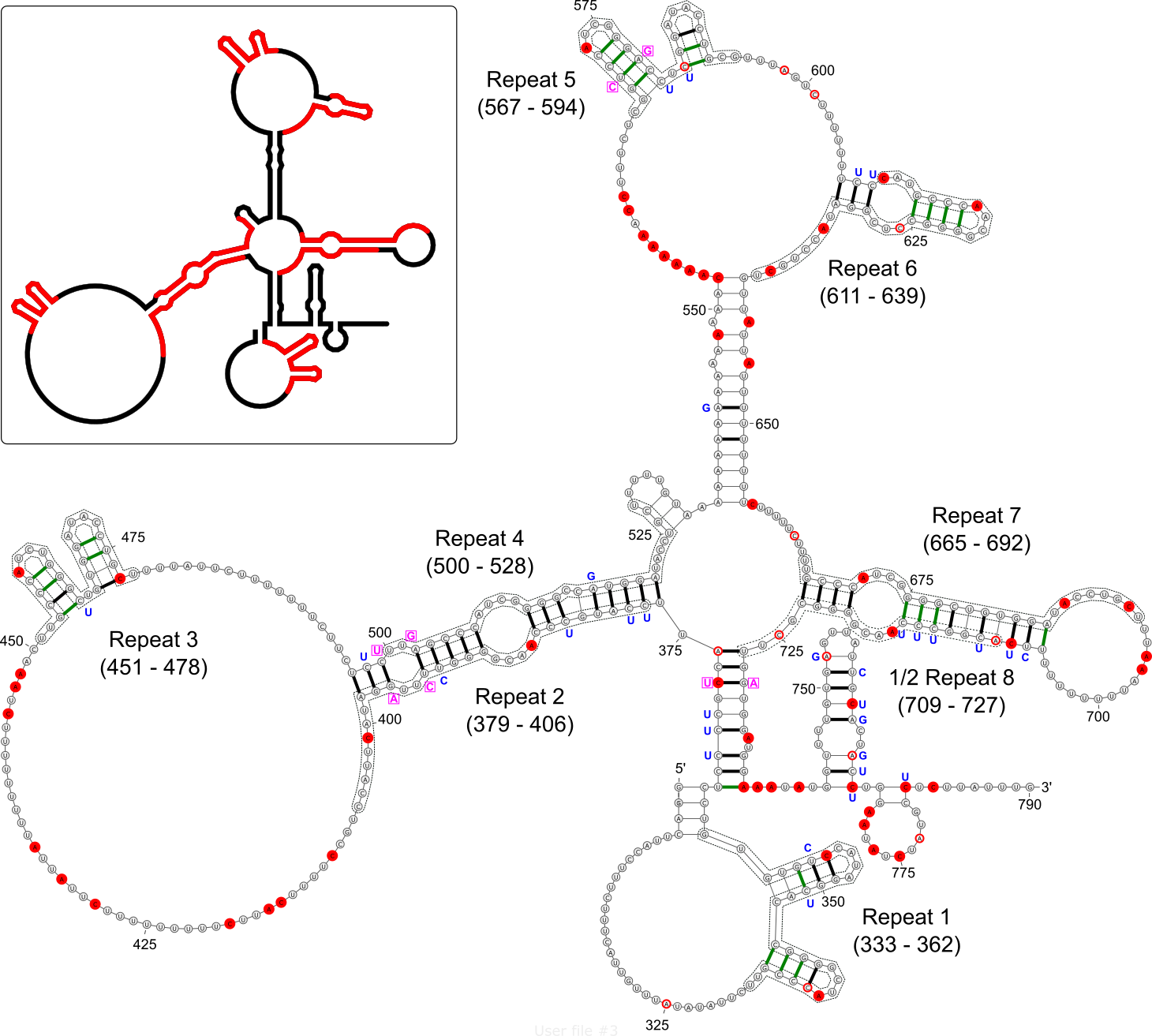
XistのリピートA（repA）領域の構造モデル（in vivoでの生化学プローブ法と比較配列解析に基づく）。リピート1から8(1/2)までを番号で囲み、左上のrepAの図では赤で示している。反応性のあるヌクレオチドは赤色で表示されており、開いた円は中程度、閉じた円は強い反応性を示している（反応性はヌクレオチドが塩基対を形成してないか、構造が緩んでいることを示唆している）。Consistent mutationとcompensatory mutation（塩基対が維持される一点変異と二重点変異）は、それぞれ青と紫で示されている。齧歯類で100%保存されている塩基対は太字と黒で、哺乳類で保存されている塩基対は緑で示した。

Xist RNA には、最大9個のリピートエレメントを含むリピートA（repA）領域と呼ばれる保存領域がある。当初、repAリピートはリピート内で局所的なステムループ構造を形成することが示唆されていた。後に、in vitroでの生化学的構造プローブ法による研究では、いくつかのリピート間ステムループ構造が提案された。また、in vivoでの生化学プローブ法と比較配列分析を用いた最近の研究により、以前のモデルで見られたリピート内フォールディングとリピート間フォールディングの両方に加えて、新規の特徴を加えたrepA構造モデルの改訂が提案された（図参照）。In vivoデータとの一致に加えて、この修正モデルは齧歯類、そして哺乳類（ヒトを含む）でも高度に保存されており、repA構造の機能的重要性を示唆している。repA領域の正確な機能は不明だが、Suz12タンパク質との効率的な結合には領域全体が必要であることが示された。

### C領域
Xist RNAは、RNA転写産物のクロマチン結合領域を介して、不活性なX染色体に直接結合する。Xistのクロマチン結合領域は、メスのマウス線維芽細胞で初めて明らかにされた。主なクロマチン結合領域は、Cリピート領域に局在することが示された。このクロマチン結合領域は、ペプチド核酸（PNA）干渉マッピングと呼ばれる、生細胞内のノンコーディングRNAの機能を研究するための手法を用いて機能的マッピングと評価が行われた。報告された実験では、Xist RNAの特定の領域を標的とした19 bpの細胞透過性アンチセンスPNAによって、不活化X染色体（Xi）構造の破壊が引き起こされた。また、XiとマクロヒストンH2Aとの結合もPNA干渉マッピングによって阻害された。

## X不活性化中心（XIC）
Xist RNA遺伝子は、Xistの発現とX不活性化に主要な役割を果たすX不活性化中心（XIC）内に存在する。 XICは、X染色体のq腕（Xq13）に存在する。XICはXistによるシスX不活性化を調節しており、そこではXistのアンチセンスRNAであるTsixがXistの発現をダウンレギュレートしている。XICのXistプロモーターは、X不活性化のマスターレギュレーターである。X不活性化は遺伝子量補償に重要な役割を果たしている。

### Tsixアンチセンス転写産物
Tsixアンチセンス遺伝子は、XICのXist遺伝子の転写産物である 。Tsixアンチセンス転写産物は、シスに作用してXistの転写を抑制し、その発現を負に制御する。TsixがXistの活性をシスに調節する仕組みはよくわかっていないが、そのメカニズムについてはいくつかの説がある。ひとつは、TsixがXist遺伝子座のクロマチン修飾に関与しているという説、もうひとつは、多能性細胞の転写因子がXistの抑制に関与しているという説である。

## Xistプロモーターの調節

### メチル化
Tsixアンチセンス転写産物は、Xistプロモーターをメチル化するDNAメチルトランスフェラーゼを活性化し、その結果、Xistプロモーターが阻害され、Xist遺伝子の発現が阻害されると考えられている。ヒストンH3のリジン4（H3K4）がメチル化されると、活性化されたクロマチン構造が形成され、転写因子がリクルートされて転写が行われるようになり、この場合はXistが転写される。

### dsRNAとRNAi
Xistプロモーターの制御には、dsRNAとRNAiの経路も提案されている。DicerはRNAi酵素であり、X不活性化の初期にXistとTsixの二重鎖を切断して、xiRNAと呼ばれる30ヌクレオチド程度の小さなRNAを生成すると考えられている。正常な内因性Dicerの量を5%に減少させたところ、未分化細胞でXistの発現が増加したという研究もあり、Xistの抑制にxiRNAが関与していることが裏付けられている 。

### Tsix非依存的な機構

#### 多能性細胞転写因子
多能性幹細胞には転写因子のNanog、Oct4、Sox2が発現しており、これらの転写因子がXistを抑制する役割を果たしていると考えられる。多能性幹細胞にTsixが存在しない場合にはXistは抑制されており、これらの転写因子がXist遺伝子上の結合部位であるイントロン1でのスプライシングを起こし、Xistの発現が抑制されるというメカニズムが提唱されている。また、多能性細胞においてNanogやOct4の転写因子を枯渇させたところ、Xistの発現が増加したという研究がある。この研究から、NanogとOct4がXistの発現抑制に関与していることが提唱されている。

#### ポリコーム抑制複合体
ポリコーム抑制複合体2（PRC2）は、ポリコーム群タンパク質の一種であり、ヒストンH3の27番目のリジン（K27）のトリメチル化を触媒することでクロマチンを抑制し、その結果、転写サイレンシングをもたらすことに関与している。Xist RNAは、X染色体の不活化（XCI）の開始時にポリコーム複合体を不活性なX染色体にリクルートする。SUZ12は、PRC2の構成要素であり、ジンクフィンガードメインを持つ。このジンクフィンガードメインは、RNA分子と結合すると考えられている。 PRC2は、Tsixのアンチセンス転写産物とは独立してXistの発現を抑制することが観察されているが、その明確なメカニズムはまだわかっていない。

## 遺伝子量補償
X不活性化は、X染色体と常染色体を均等に発現させる遺伝子量補償機構において重要な役割を果たしている。生物種によって遺伝子量補償の方法は異なるが、いずれの方法も雌雄いずれかのX染色体を調節することが関与している。 一方のX染色体を不活性化する遺伝子量補償には、Tsixアンチセンス遺伝子、DNAメチル化、DNAアセチル化などがある。X不活性化の明確なメカニズムはまだよくわかっていない。一方のX染色体が不活性化されていなかったり、部分的に発現していたりすると、X染色体が過剰に発現してしまい、場合によっては致命的になる可能性がある。
ターナー症候群は、遺伝子量補償によってX染色体の発現が均等に調節されているわけではないことを示す一例であり、X染色体の1本が欠損していたり異常を有する女性は、そのことが原因となって身体的異常や女性の性腺機能障害が発生する。ターナー症候群は、モノソミーX（X染色体が1本の意）とも呼ばれている。

## X不活性化サイクル
Xistの発現とX不活性化は、胚発生過程を通じて変化する。胚発生初期には、卵母細胞や精子はXistを発現しておらず、X染色体は活性化している。受精後、細胞が2〜4細胞の段階になると、父親由来のX染色体（Xp）からXistの転写産物がすべての細胞で発現し、X染色体がインプリンティングされて不活性化される。胚盤胞が形成されると、一部の細胞は多能性細胞（内部細胞塊）に成長する。ここでは、インプリンティングが除去され、Xistがダウンレギュレーションされ、不活性化されたX染色体が再活性化されることになる。最近のデータでは、Xistの活性はアンチセンス転写産物によって制御されていることが示唆されている。その後、エピブラスト細胞が形成され、分化が始まる。内部細胞塊では2本のX染色体のどちらからでも、またランダムにXistがアップレギュレートされるが、エピブラストではXistが維持され、X染色体が不活性化され、活性型X染色体ではXist対立遺伝子がオフになる。成熟したXX始原生殖細胞では、Xistはダウンレギュレーションされ、X染色体の活性化が再び起こる。

## 病気とのつながり
XISTプロモーターの変異は、家族性の、偏りのあるX不活性化（skewed X-inactivation）の原因となる。

## 相互作用
XISTはBRCA1と相互作用することが示されている。